# La Orbada
La Orbada är en ort i Spanien.   Den ligger i provinsen Provincia de Salamanca och regionen Kastilien och Leon, i den centrala delen av landet, 170 km nordväst om huvudstaden Madrid. La Orbada ligger 820 meter över havet och antalet invånare är 279.
Terrängen runt La Orbada är platt. Runt La Orbada är det glesbefolkat, med 12 invånare per kvadratkilometer. Närmaste större samhälle är Villares de la Reina, 17,4 km sydväst om La Orbada. Trakten runt La Orbada består till största delen av jordbruksmark.